# Meycauayan
Meycauayan é uma cidade de terceira classe de renda da cidade na província Bulacan, nas Filipinas. De acordo com o censo de 1 maio  de  2020 possui uma população de 225 673 pessoas e 60 570 domicílios.
A cidade é o polo principal do país no processo de curtume e foi considerado em 2007 uma das mais poluídas cidades do mundo.